# Maria Miloslàvskaia
Maria Ilínitxna Miloslàvskaia (en rus: Мария Ильинична Милославская) (1625-1669) va ser la primera dona del tsar Aleix I i mare de dos tsars Teodor III i Iván V, també va ser mare de la regent Sofia Aleksandrovna Romanov.

## Biografia
Filla petita del boiar i diplomàtic Ilià Danílovitx Miloslavski i de la seva dona Ekaterina Hessen-Darmstadt Narbekova, va ser escollida pel Tsar Aleix I com a esposa entre centenars de filles de nobles. L'elecció va ser patrocinada pel preceptor del Tsar, el boiar Borís Morozov, que es va casar amb una germana de Maria. Una altra de les seves germanes contraure núpcies amb el príncep Dmitri Dolgoruki.
Aquests matrimonis els va donar una gran influència a la cort a Borís Morozov i el pare de Maria, que va aprofitar la seva posició entre 1648 i 1668, any de la seva mort, pocs mesos abans que la seva filla.
Maria li va donar al Tsar tretze fills, dels quals tres van arribar a adults dos d'ells homes: Teodor i Ivan, i 6 dones, la tercera de les quals és Sofia, regent durant el regnat d'Ivan.

## Descendència

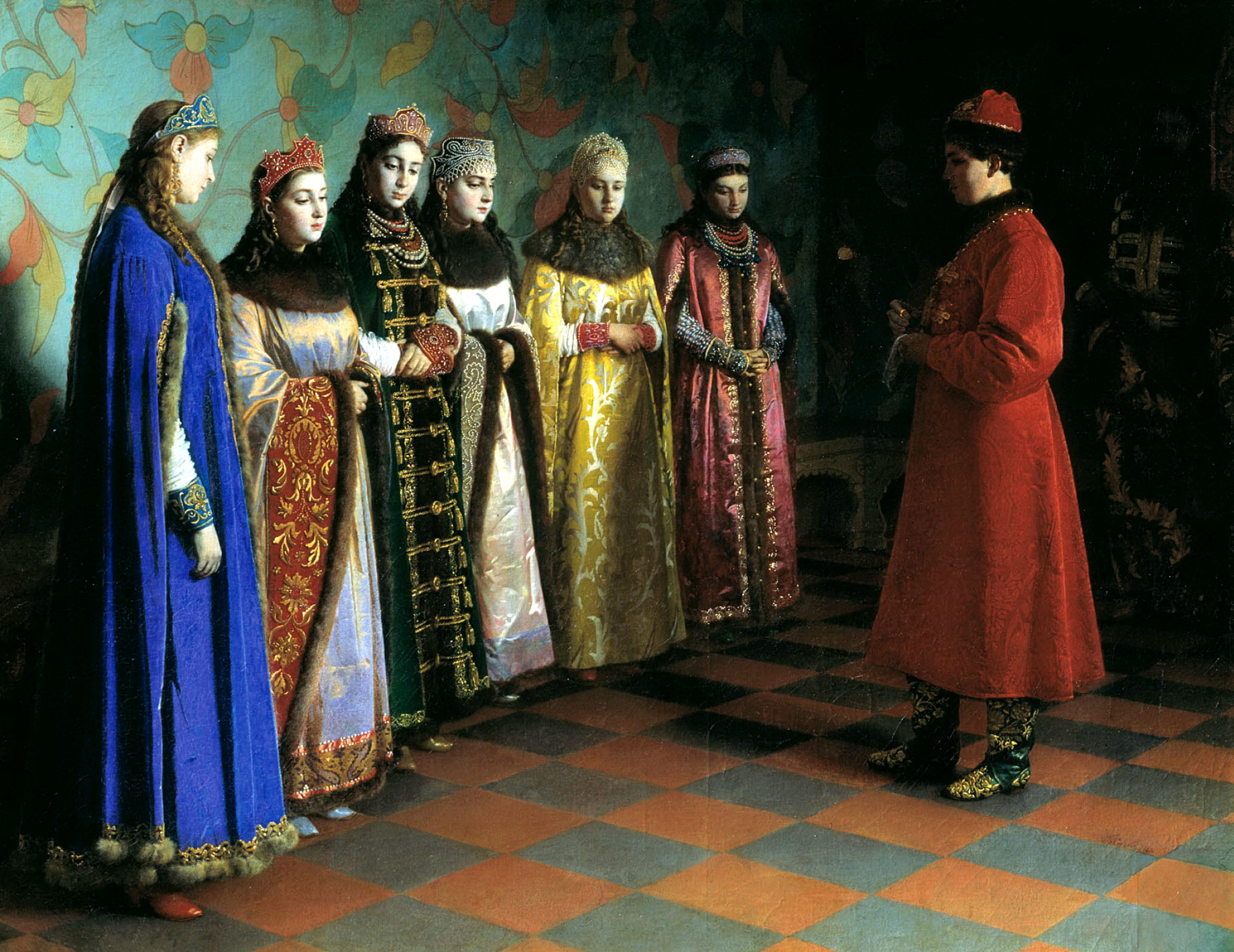
Aleix escollint muller.

Malgrat que la seva línia successòria va morir amb el seu besnet Iván VI i les seves germanes tampoc van tenir fills, la seva cosina Solomon es va casar amb Andrei Vasílievich Tolstoi i van ser els pares de Lev Nikolàievitx Tolstoi.
A principis del segle XX el més ancià dels seus descendents obté del tsar Nicolau II l'autorització d'utilitzar sobre el seu propi cognom l'extint Miloslavski. Els seus descendents són avui coneguts pel cognom Tolstoi-Miloslavski.